# Andrij Misiajło
Andrij Fedorowycz Misiajło (ukr. Андрій Федорович Місяйло; ur. 24 marca 1988 w Kurachowie, w obwodzie donieckim) – ukraiński piłkarz, grający na pozycji pomocnika.

## Kariera piłkarska

### Kariera klubowa
Wychowanek Szkoły Piłkarskiej Szachtara Donieck, a potem Metałurha Donieck, barwy których bronił w juniorskich mistrzostwach Ukrainy (DJuFL). Karierę piłkarską rozpoczął w składzie rezerw Metałurha Donieck. W 2006 bronił barw klubu Hirnyk-Sport Komsomolsk. W następnym roku występował w drugiej drużynie Illicziweć-2 Mariupol. Na początku 2008 przeszedł do Worskły Połtawa. Latem 2009 został piłkarzem Kreminia Krzemieńczuk.

### Kariera reprezentacyjna
Występował w studenckiej reprezentacji Ukrainy.

## Sukcesy i odznaczenia

### Sukcesy reprezentacyjne
- mistrz Uniwersjady: 2007, 2009

### Odznaczenia
- nagrodzony tytułem Mistrza Sportu Klasy Międzynarodowej: 2007